# Karlskoga stadshus
Karlskoga stadshus har varit skyddat som byggnadsminne sedan 2017.

## Byggnaden
Beläget vid Alfred Nobels torg i  Karlskoga centrum, har det fungerat som både stadshus och hotell. Byggnaden färdigställdes i samband med att Karlskoga stad grundades år 1940 och invigdes under nyårsnatten 1939–1940 i närvaro av landshövdingen och stadsfullmäktiges ordförande.
Karlskoga stadshus uppfördes efter ritningar av Sune Lindström.
Byggnaden såldes 2023.

## Bilder

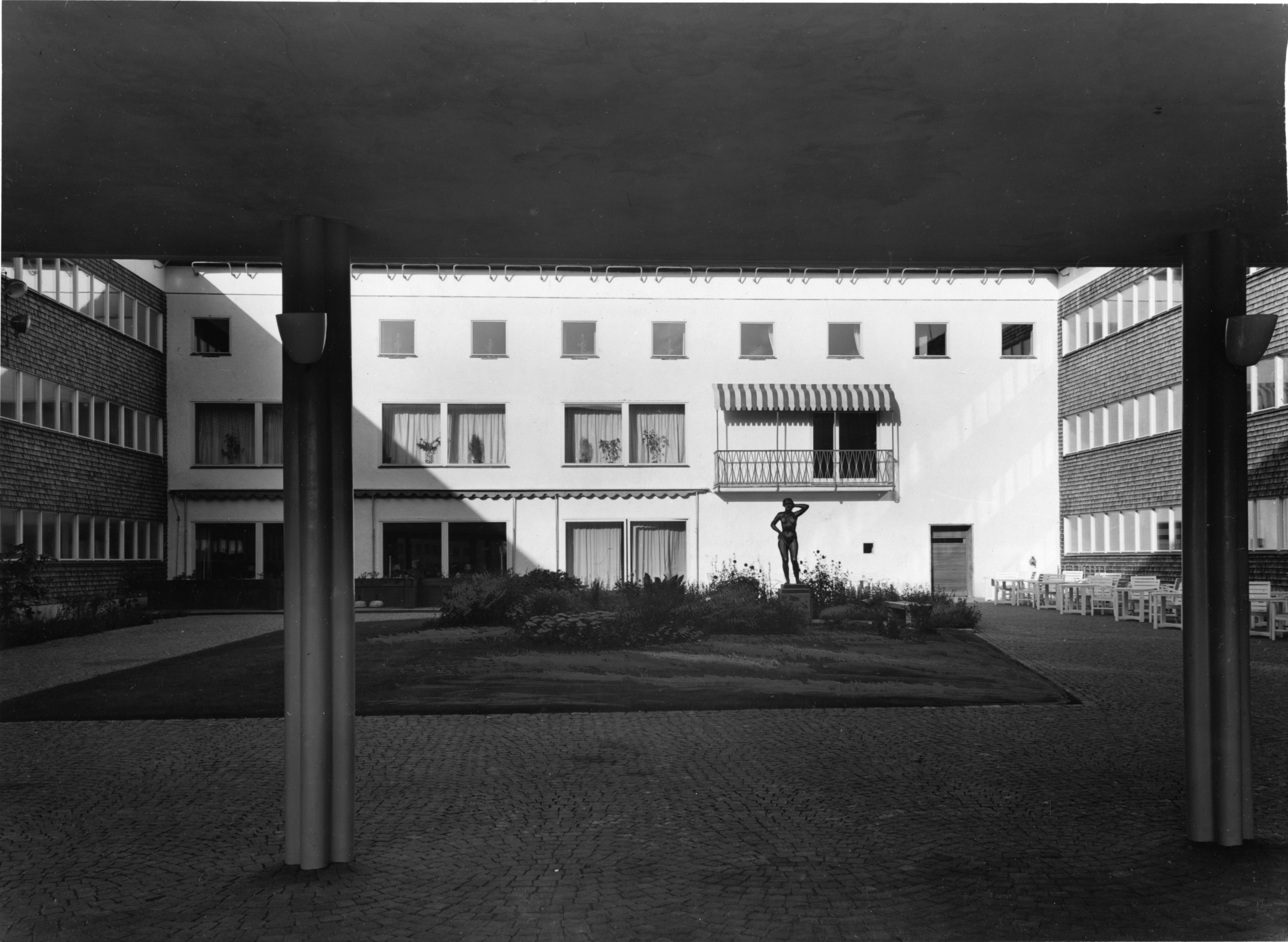
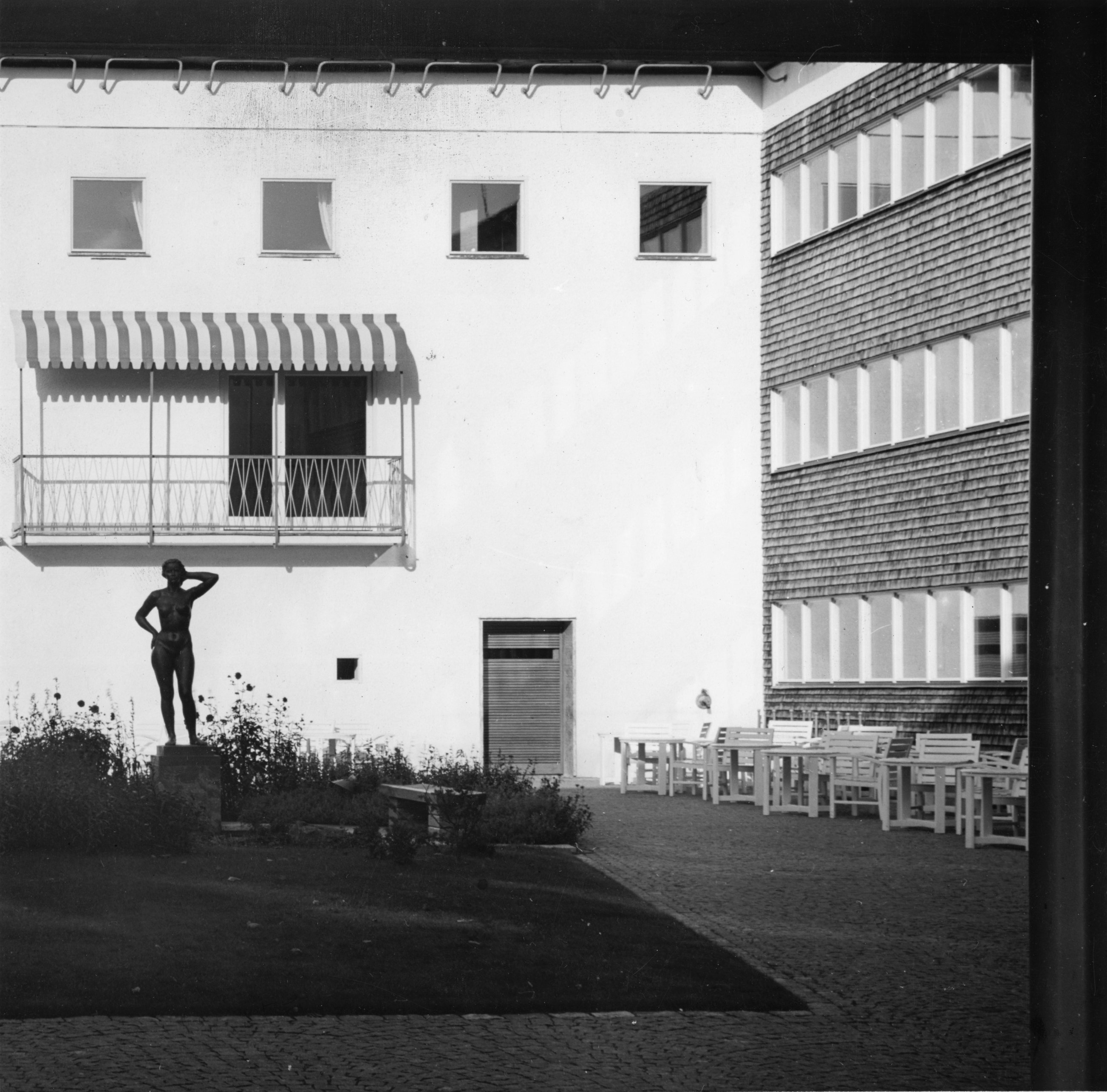
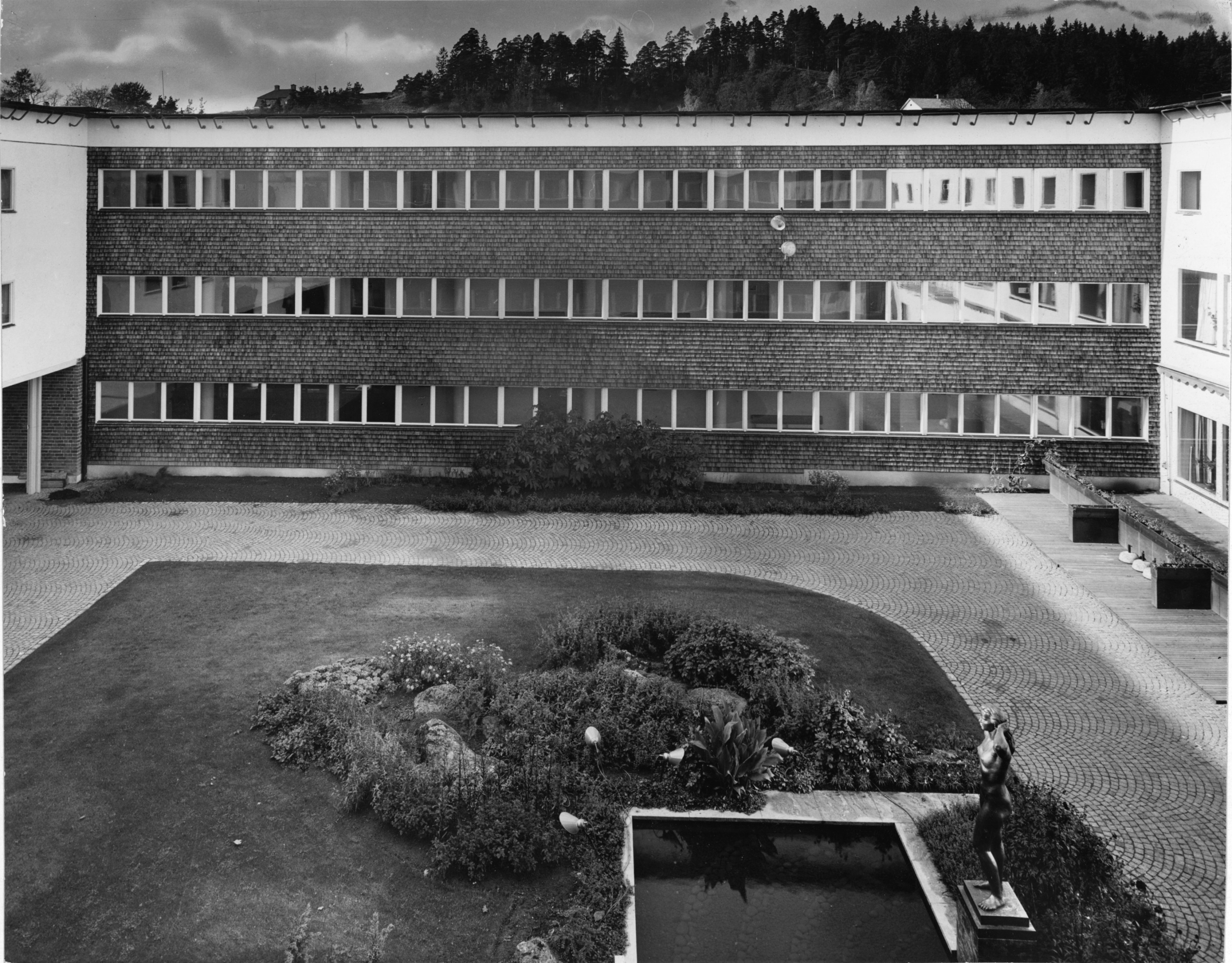
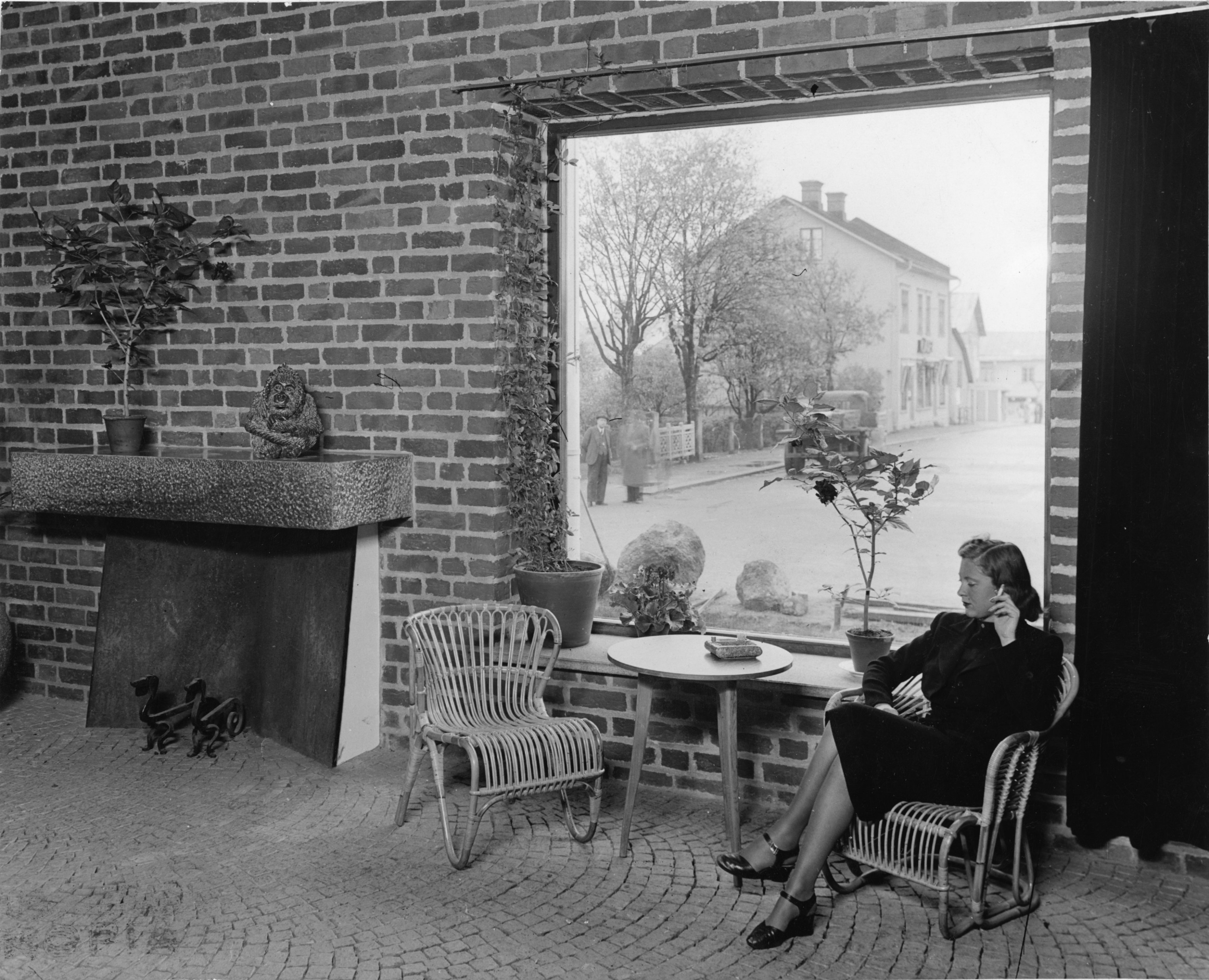
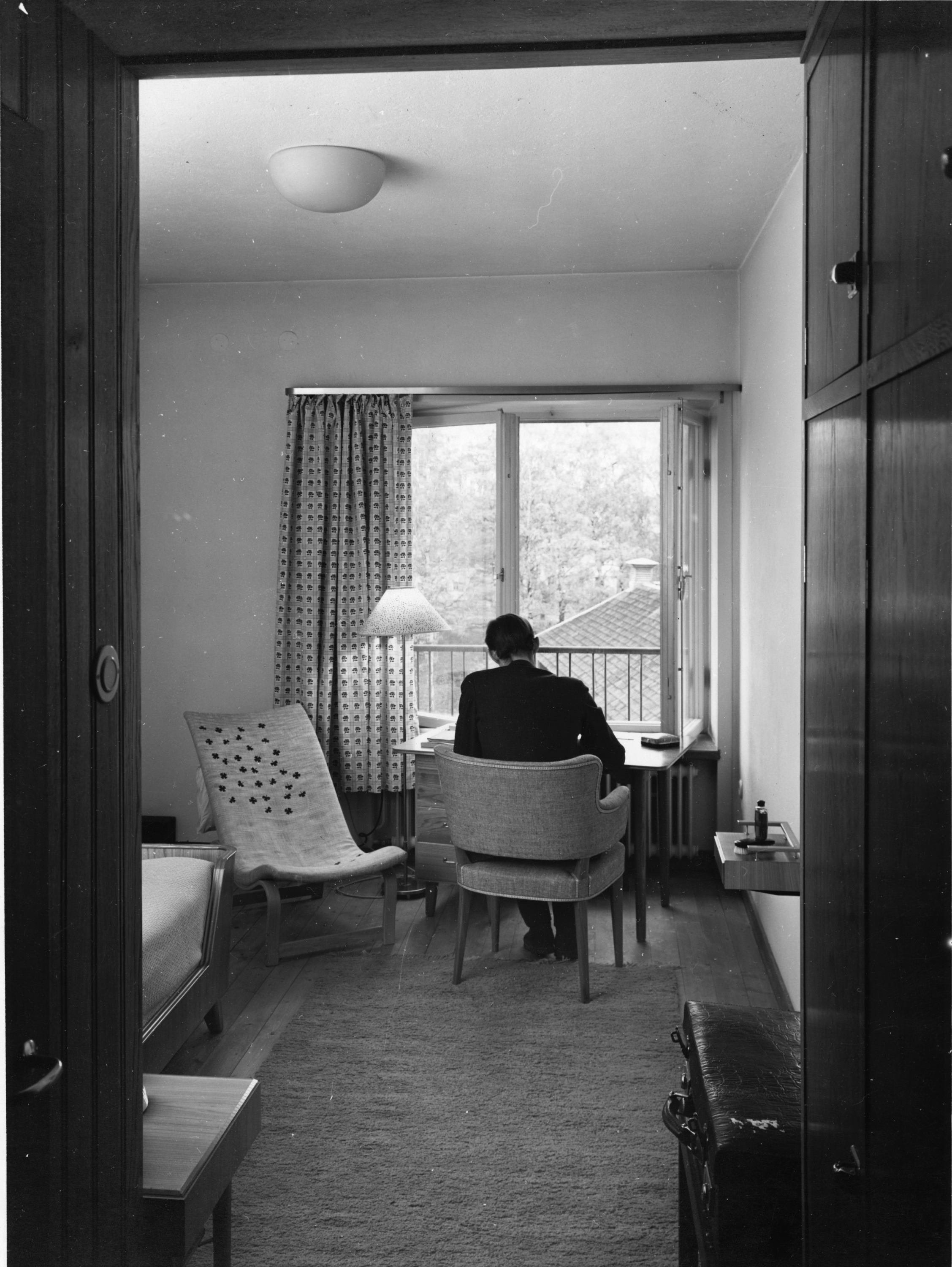